# Julius Eisenecker
Julius Eisenecker (Francoforte sul Meno, 21 marzo 1903 – Francoforte sul Meno, 12 ottobre 1981) è stato uno schermidore tedesco, vincitore di due medaglie di bronzo nella scherma ai giochi olimpici.